# جان جیمز سینزبری
جان جیمز سینزبری (به انگلیسی: John James Sainsbury) (زاده ۱۲ ژوئن ۱۸۴۴ - درگذشته ۱۹۲۸) کارآفرین، بازرگان و مدیر ارشد اجرایی بریتانیایی بود، که در سال ۱۸۶۹ شرکت سینزبوریز را تأسیس کرد.